# Manto Sillack
Manto Sillack (* 4. Juni 1974 in Dresden) ist ein deutscher Regisseur, Kameramann und Fotograf.
Sillack wuchs in Dresden auf und studierte von 1998 bis 2004 an der Hochschule für Film und Fernsehen „Konrad Wolf“ in Potsdam-Babelsberg. Seit 1998 lebt und arbeitet er als freier Regisseur, Kameramann und Fotograf in Potsdam.

## Filmografie (Auswahl)
- 2001: Für Dich mein Herz (Kurzfilm)
- 2002: Meltem (Kurzfilm)
- 2003: Scraper (Kurzfilm)
- 2004: Glashütte Döbern (Imagefilm)
- 2005: Videoinstallation IFA
- 2006: In 5 Tagen durch die Mark (Dokumentarfilm)
- 2007: Eine Begegnung mit Marcel Reich-Ranicki (Dokumentarfilm) 2. Kamera
- 2008: Der lange Weg zurück - Fischotter besiedeln Europa (Dokumentarfilm) 2. Kamera
- 2009: Hinter den Kulissen (Dokumentarfilm)
- 2010: Eine Kirche bekommt ihr Gewölbe zurück (Dokumentarfilm)
- 2011: Wie Eva aus dem Abseits kam (Dokumentarfilm)